# Bad Gottleuba-Berggießhübel
Bad Gottleuba-Berggießhübel é um município da Alemanha, situado no distrito de Sächsische Schweiz-Osterzgebirge, no estado da Saxônia. Tem 88,75 km² de área, e sua população em 2019 foi estimada em 5.624 habitantes.